# فايس نيوز
فايس نيوز أو ڤايس نيوز (بالإنجليزية: Vice News) هي قناة الأحداث الجارية التابعة لشركة «فايس ميديا»، وتنتج مقالات وثائقية يومية وفيديوهات من خلال موقعها على الويب وقناتها على يوتيوب. تروج لنفسها من خلال تغطيتها «للقصص غير المبلغ عنها». تم إنشاء فايس نيوز في ديسمبر 2013 ومقرها في مدينة نيويورك، وتمتلك أيضاً مكاتب في جميع أنحاء العالم.

## التاريخ
قبل تأسيس فايس نيوز، قامت فايس بنشر أفلام وثائقية وتقارير إخبارية من جميع أنحاء العالم من خلال قناتها على يوتيوب جنبًا إلى جنب مع البرامج الأخرى. كان موقع فايس قد كتب عن أحداث مثل الجريمة في فنزويلا، والصراع الإسرائيلي الفلسطيني، والاحتجاجات في تركيا، والنظام الكوري الشمالي، والحرب الأهلية السورية من خلال قناتهم على يوتيوب وموقعهم الإلكتروني. بعد إنشاء فايس نيوز كقسم منفصل، زادت تقاريرها بشكل كبير مع تغطية عالمية بدأت فورًا بمقاطع الفيديو المنشورة على يوتيوب ومقالاتها على موقعها على الويب يوميًا.
وفي ديسمبر 2013 وسعت فايس ميديا قسم الأخبار الدولية إلى قسم مستقل مخصص للأخبار حصريًا وأنشأت فايس نيوز. وقامت فايس ميديا بوضع 50 مليون دولار في قسمها الإخباري، وأنشأت 34 مكتبًا حول العالم وأثنت على تغطيتها المتعمقة للأخبار الدولية. استهدفت فايس نيوز بشكل أساسي جمهورًا أصغر سناً يتألف في الغالب من جيل الألفية، وهو نفس الجمهور الذي تستهدفه الشركة الأم.
وفي نوفمبر 2014 أطلقت فايس نيوز نسختها باللغة الفرنسية.
في أكتوبر 2015 تعاقدت فايس مع جوش تيرانجيل لتشغيل برنامج فايس نيوز يوميًا في شبكة إتش بي أو،  كان تيرانجيل قد غادر مؤخرًا بلومبرج بيزنس ويك، حيث ورد أنه «شخصية مثيرة للانقسام كانت موضع إعجاب ومحتقر خلال السنوات الست التي قضاها هناك». عين تيرانجيل رايان مكارثي، الذي كان سابقًا مساعد محرر في صحيفة نيويورك تايمز، كرئيس تحرير لفايس نيوز.
في مايو 2016 أُعلن أن جوش تيرانجيل قد مُنح أيضًا السيطرة على فايس الأسبوعي في برنامج إتش بي أو بالإضافة إلى فايس نيوز. عندما تم الإعلان عن ذلك، قام جوش تيرانجيل على الفور بتسريح الكثير من العاملين في مجال الأخبار. في مقابلة أجريت معه الأسبوع الماضي، وصف شاين سميث، نائب مؤسس وسائل الإعلام، تيرانجيل بأنه «قاتل»، متنبئًا بـ «حمام دم» في وسائل الإعلام الرقمية.
في 24 مايو 2016 أدى تغيير في القيادة في فايس نيوز إلى تسريح حوالي 20 من طاقم التحرير والإنتاج. وفي شهر يونيو من ذلك العام، قام جوش تيرانجيل بالترويج للعديد من التعيينات الجديدة التي كان قد أحضرها على متنه كجزء من فريقه.
في ديسمبر 2016 أُعلن أن فايس نيوز قد دخلت في شراكة مع صحيفة الغارديان والتي ستجعل صحفيي الغارديان يعملون في مكاتب فايس في شرق لندن ويساهمون في برنامجي إتش بي أو التلفزيونيين اللذين يتم بثهما حاليًا على الهواء. وسيشمل أيضًا السماح للغارديان بالوصول إلى أدوات إنتاج الفيديو الخاصة بفايس مع المحتوى الموزع على جمهورها العالمي المائل إلى جيل الألفية.

## المراسلون
تمتلك فايس نيوز أكثر من 100 عضو من طاقم المراسلة والتحرير في 35 مكتبًا حول العالم بما في ذلك مدينة نيويورك وتورنتو ولندن وبرلين ومكسيكو سيتي وساو باولو ولوس أنجلوس وإسطنبول وموسكو وبكين وكابول. في 21 أبريل 2014 أثناء تغطية للنزاع في أوكرانيا، اختطف سايمون أوستروفسكي، مراسل فايس نيوز من قبل ميليشيا موالية لروسيا واحتجز لمدة ثلاثة أيام حتى أطلق سراحه في سلوفينسك.

## المحتوى
منذ إنشائها غطت فايس نيوز الأحداث الناشئة والقضايا المنتشرة في جميع أنحاء العالم. تنشر كل يوم فقرة إخبارية يومية تسمى "News Beyond the Headlines" حيث تغطي بإيجاز أربع قصص يومية لم تحظ بتغطية كبيرة من قبل منافذ الأخبار الرئيسية الأخرى ولكنها لا تزال تعتبر مهمة. كما تنشر مقالات يومية على موقعها على الإنترنت حول مجموعة متنوعة من الأحداث الجارية في العالم.
لدى فايس نيوز العديد من المسلسلات الوثائقية السابقة والحالية بما في ذلك: "التدخل العسكري الروسي في أوكرانيا"، "الحرب الأهلية في العراق"، "الصراع الإسرائيلي الفلسطيني"، :نزاع الصحراء الغربية"، "معاناة المترجمين الأفغان الذين يعملون لصالح الجيش الأمريكي في الحصول على التأشيرات"، "أزمة السجون في الولايات المتحدة في سجن ساليناس فالي"، "احتجاجات ضد كأس العالم لكرة القدم في البرازيل"، "احتجاجات فنزويلية مناهضة للحكومة"، "توسع الدولة الإسلامية (داعش)". "احتجاجات في فيرجسون بولاية ميسوري"، "الحرب الأهلية السورية"، "عسكرة قوات الشرطة الأمريكية واللاجئين من أمريكا الوسطى الفارين من عصابات الشوارع التي تحملها السجون الأمريكية لعبور الحدود الأمريكية"، "الاحتباس الحراري والدليل على ذوبان الأنهار الجليدية في أنتاركتيكا"، "حشد القوات العسكرية لروسيا مع الدول الاسكندنافية بمساعدة الجيش الأمريكي".

### المسلسلات التلفزيونية
- (Vice on City): مسلسل تلفزيوني أسبوعي على شبكة سيتي تي في.
- (فايس): مسلسل مجلة إخبارية تلفزيونية على شبكة إتش بي أو.
- فايس نيوز الليلة: نشرة إخبارية مسائية يومية على فايس التلفزيونية.

## الجماهيرية
حصدت قناة فايس نيوز على يوتيوب على أكثر من 5.6 مليون مشترك بالإضافة إلى أكثر من 1.6 مليار مشاهدة في المجمل. وفي أغسطس 2014 وصفتها صحيفة الغارديان بأنها من أسرع القنوات نموًا على يوتيوب.
تقول لارا بندرجاست، نائبة محرر الإنترنت في المجلة البريطانية ذا سبيكتاتور (The Spectator)، أن فايس نيوز تحصل على قوتها وشعبيتها من خلال جعل الجماهير الأصغر سنًا أكثر اهتمامًا بالأخبار الدولية بطريقة لم تفعلها وسائل الإعلام التقليدية. «قد تفشل مقاطع الفيديو التابعة لها في كل قاعدة في كتاب الحياد الذي أصدرته هيئة الإذاعة البريطانية، ولكن يتم تحريرها ببراعة، وغالبًا ما تكون مقنعة تمامًا. وقد وجدت قناة فايس نيوز أن المراسلين الأجانب الشباب الذين لا يعرفون الخوف يخدمون جمهورًا شابًا يشعر بالملل من الطرق التقليدية ولكنهم مستعدون تمامًا لمشاهدة مقاطع الفيديو على هواتفهم المحمولة.» 
يقول الناقد الإعلامي تشارلز جونسون: «لقد ساعد تسويق صورة العلامة التجارية الخاصة بفايس باعتبارها ناشراً عصريًا ورائعًا في زيادة شعبيتها لدى الشباب».
ينتقد ريك إدموندز، محلل الإعلام والأعمال في معهد بوينتر، تقارير فايس نيوز على أنها «باردة ولا طعم لها في بعض الأحيان» وأكثر شبهاً بالمقالات الشخصية من الصحافة المتوازنة. وتشير انتقادات أخرى إلى أن عملها مرتبط بالترفيه أكثر من ارتباطه بالأخبار القوية.

## الجوائز

### 2015
- جائزة إيلي لأفضل فيديو: «الدولة الإسلامية».
- جائزة بيبودي: «الدولة الإسلامية».
- جائزة بيبودي: "Last Chance High".
- جائزة AIB: لبرنامج "Dispatch 57".

### 2016
- جائزة إيلي لأفضل فيديو: «جنود السيلفي: روسيا تفتش في داخل أوكرانيا (Selfie Soldies: Russia Checks into Ukraine)».
- جوائز المملكة المتحدة للبث الرقمي: جائزة أفضل قناة أصلية على الإنترنت.[23][24]

### 2017
- لا يوجد.

### 2018
- مكعب ADC الذهبي: «العملة المشفرة (CRYPTOCURRENCY)».[25]
- مكعب ADC الفضي: «كوريا الشمالية».[26]

### 2019
- جائزة Webby، التصنيف الاجتماعي - الأخبار والسياسية: "باركلاند: المراهقون يخبروننا لماذا لا يحتجون (Parkland: Teens tell us why they’re protesting).[27]

### 2020
- جائزة إيلي النهائية (ASME Ellie Award Finalist) - فيديو: "Outlaw Erections".[28]

## روابط خارجية
- موقع فايس نيوز بالعربية.
- موقع فايس نيوز بالإنجليزية. (نسخة المملكة المتحدة)، (نسخة الولايات المتحدة).
- قناة فايس نيوز على يوتيوب (بالإنجليزية).
- فايس نيوز على تويتر (بالإنجليزية).